# Этнохореология

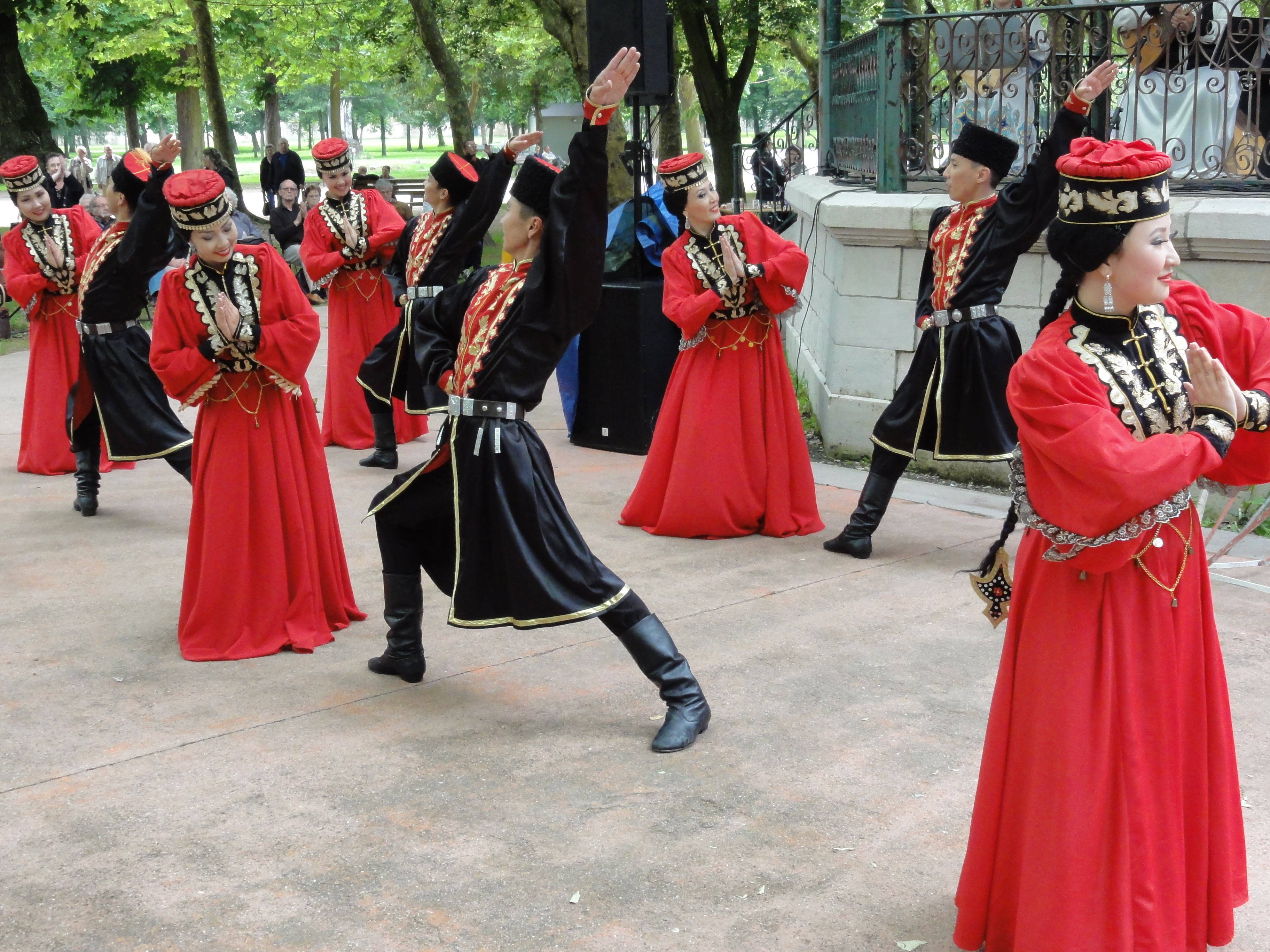
Калмыкский танец

Этнохореоло́гия, этнохореогра́фия (др.-греч. ἔθνος «народ» + χορεία «хороводная пляска, хоровод» + λόγος «слово») — раздел фольклористики, изучающий народные танцы.

## Проблематика
Изучение этнической истории и культуры народов является актуальной задачей современной этнологии. Исследования в области народной хореографии позволяют сохранить национальный облик любого народа. Влияние массовой культуры на традиционную определяет необходимость фиксации культурного наследия всех народов. Народный танец, как неотъемлемая часть народной культуры, представляет большой интерес, так как через призму хореографического искусства посредством пластических образов передается традиционное национальное самосознание.
Существует множество методологических и этических проблем, возникающих в связи с исследованиями в области этнохореологии. Антропологические исследования в целом являются источником разногласий и подозрений для многих коренных народов, поскольку исторически они использовались как инструмент колонизации, а не приносили пользу обществам коренных народов. Для ранних антропологов и миссионеров исследование незападных культур и последующая категоризация в соответствии с западными терминами и канонами были методом колонизации. Например, во многих культурах нет общего слова для обозначения «искусство» или «танец». Западные дихотомии художественного танца и нехудожественного танца, профессионального и любительского, религиозного и светского не обязательно применимы к другим обществам. Предполагаемый перенос таких понятий — это метод, с помощью которого антропологи, коллекционеры произведений искусства и т. д. навязывают западные понятия незападным обществам «танцевать» с более широкими представлениями о «системах движения» и «человеческом движении». Исторически танцевальная антропология часто также попадала в более широкую категорию примитивистской мысли, предполагая эволюционную или прогрессивную модель танца. Исследования в духе примитивизма связывают коренные народы с животными и природой более тесно, чем с человечеством. Движение примитивистского искусства создало прогрессивную модель искусства, в которой искусство началось с форм искусства коренных народов и в конечном итоге превратилось в современное западное искусство, поэтому утверждалось, что формы западного искусства были более социально развиты, чем формы искусства коренных народов.

## История возникновения

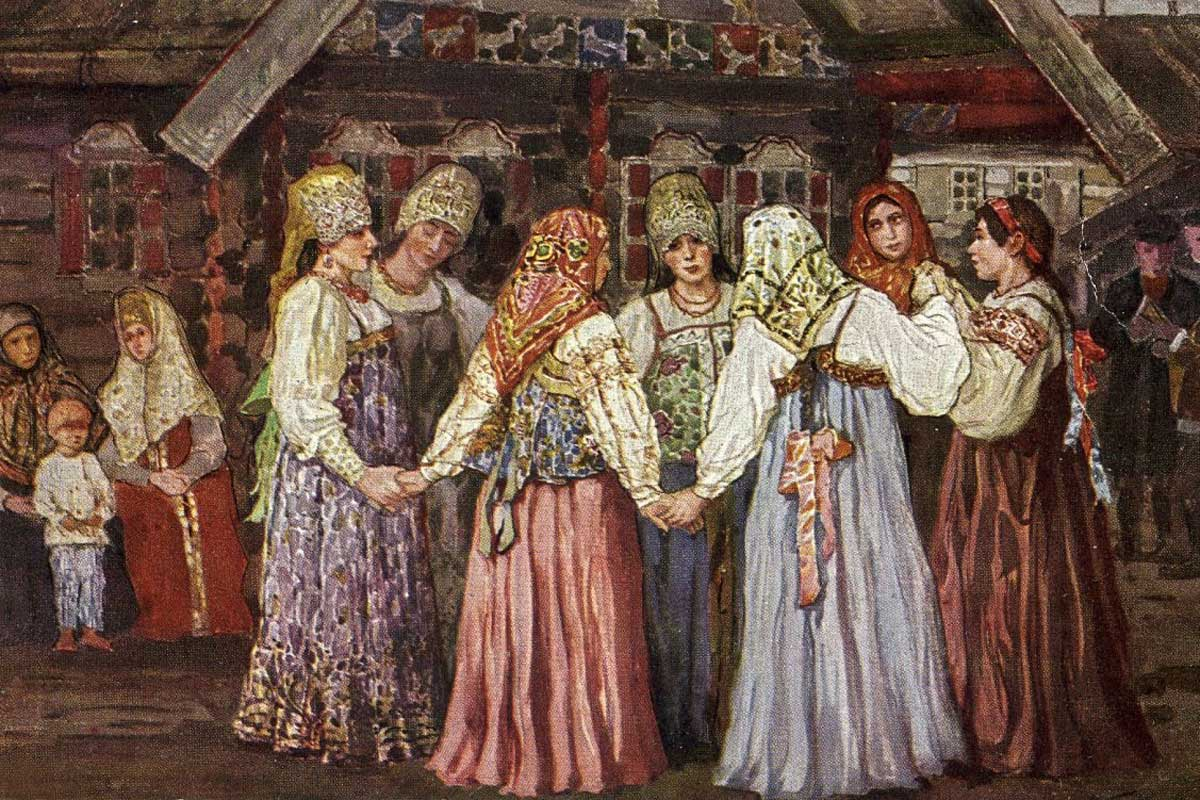
В. Плотников. Танец. Из архива Российского этнографического музея, Санкт-Петербург

К числу первых из известных печатных изданий, содержащих упоминания о русских хороводах, их поэтических текстах и напевах конца XVIII века следует отнести сборники М. Д. Чулкова «Собрание разных песен» (1771—1773), В. Ф. Трутовского «Собрание русских простых песен с нотами» (1776), И. Г. Львова — Прача «Собрание русских народных песен» (1790), который был дополнен и переиздан в 1806, 1815, 1896 годах. В XIX веке появились работы, наибольший интерес среди которых представляют: статья Степана Гуляева «О сибирских круговых песнях», работы М. А. Балакирева «Сборник русских народных песен», Н. А. Римского-Корсакова «Сто русских народных песен» и других.
Из этнографических работ, содержащих описания движений и действий хороводов, можно выделить работу Ивана Снегирева «Русские простонародные праздники и суеверные обряды», в которой впервые в контексте праздников и обрядов были представлены хороводы.
В 1848 году после опубликования Русским географическим обществом (РГО) своей этнографической программы с предложением прислать по распространенным опросным листкам фольклорно-этнографические материалы с мест хлынул поток первичной информации, в том числе и по хороводам. Именно с этого периода начинается широкий сбор полевых материалов о хороводной традиции, а затем появляются первые публикации этих бесценных описаний С. Терещенко, И. П. Сахарова, Е. А. Покровского, П. В. Шейна. Описания хороводов, имеющиеся в этих работах, являются единственным источником, дающим возможность судить о том, как выглядели русские хороводы в XIX веке;
В 1920-е годы исследование традиционного народного танца начиналось в стенах Института истории искусств в Санкт-Петербурге. Была создана экспедиция на Русский Север, с помощью которой было зафиксировано состояние традиционной хореографической культуры этого региона. Итогом стала статья В. Н. Всеволодского-Гернгросса «Крестьянский танец».
Первые труды по этнохореографии появились в середине XX века. Первый фундаментальный труд по теме появился в 1976 году («Лексика русского танца» Т. А. Устиновой). С 1980-х годов в области этнохореографии проводились исследования танцев народов СССР, собирался эмпирический материал, проводился анализ форм народного танца. Известны работы учёных С. С. Лисициан, Ж. К. Хачатрян (армянские танцы), М. Я. Жорницкая (танцы народов Севера и Сибири), Д. Мартин и Е. Пешовар (венгерские танцы), Е. Моркунене (литовские танцы), Э. А. Королева (молдавские танцы), Х. Ю. Суна (латышские танцы), О. Ю. Фурман, Ю. А. Стадник (танцы русских старообрядцев), Левочкина Н. А. (танцы сибирских татар), А. Г. Лукина (якутские танцы), А. А. Соколова, А. С. Фомина и других. Тем не менее, теоретические и методологические принципы российской этнохореологии всё ещё находятся на стадии зарождения.

## Область исследования
В область исследования этнохореологии входят:
1. Возникновение, развитие традиционного танца:
  - генезис танца (происхождение);
  - описание танца в контексте календарной и бытовой обрядности;
  - взаимовлияние танцевальных традиций (межэтнические контакты);
  - исследование культурно-исторической специфики возникновения жанров и форм танца той или иной этнокультурной популяции и др.
2. Теория и методология исследования танцевальной культуры этносов;
  - исследование морфологии танца (формы, структуры, элементов танца);
  - исследование семантики танца (смысл танца на разных исторических этапах);